# Knaplundsøya
Knaplundsøya (ou Godøya) est une île de Norvège située au sud-est de Bodø, baignée par le Saltfjord dont le Saltstraumen à l'ouest.

## Description
De forme allongée, l'île de 6,6 kilomètres carrés se trouve juste au sud-est de la ville de Bodø , entre le Saltfjord et le Skjerstadfjorden . L'île est reliée au continent et à l'île voisine de Straumøya par la  route nationale 17.
L'île s'est formée il y a 2 000 ou 3 000 ans avec la mise en eau du Saltfjord liée à l'ajustement de la lithosphère en raison de la fonte des glaces de la dernière glaciation.

## Galerie

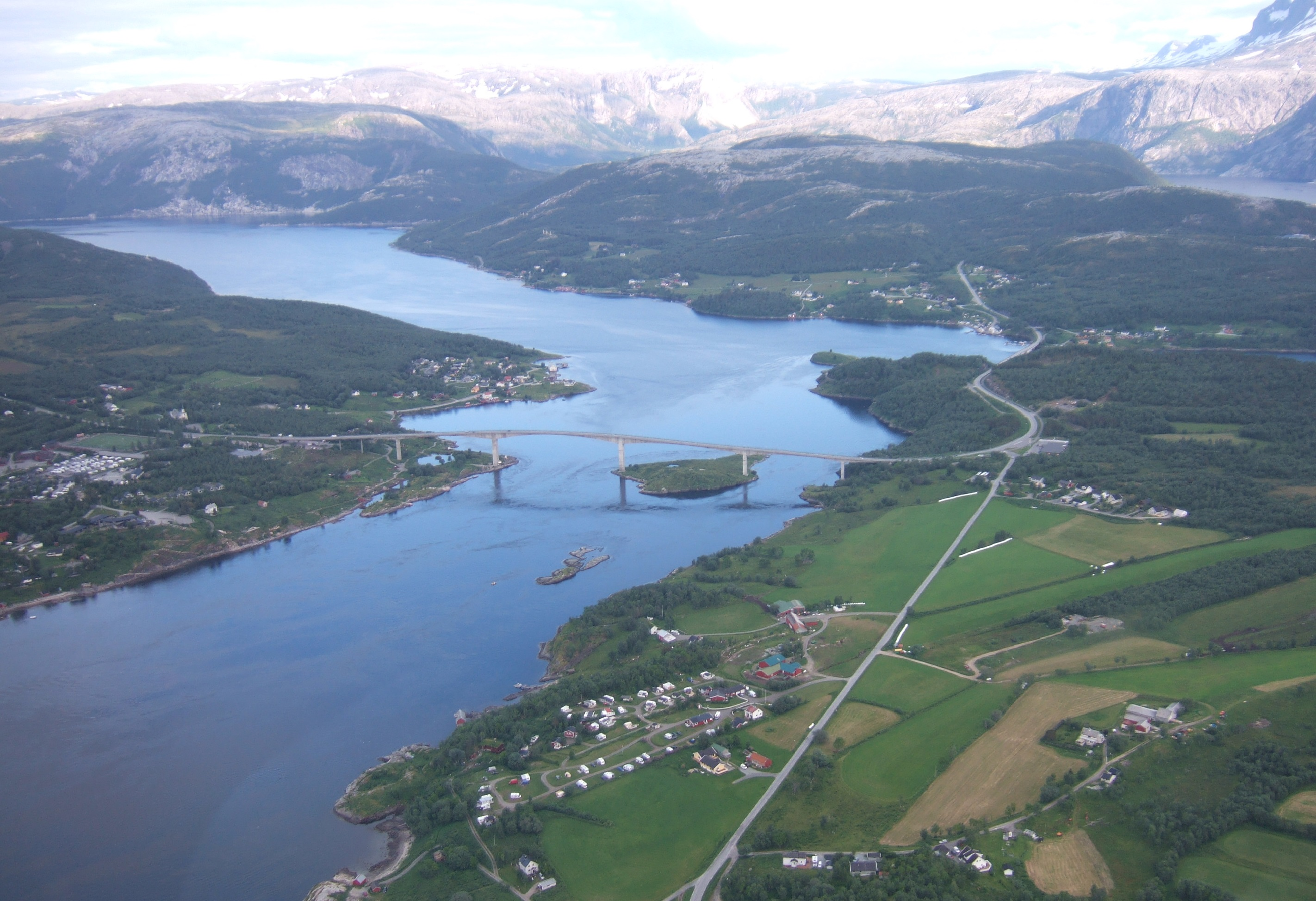
pont de Saltstrømen